# Barsovo
Barsovo (in russo Барсово?) è un insediamento di tipo urbano della Russia siberiana occidentale situato nel distretto Surgutskij del Circondario Autonomo degli Chanty-Mansi.
Si trova sulla riva destra dell'Ob', a 12 km da Surgut.